# Кашка-Терек (Ошская область)
Кашка-Терек (кирг. Кашка-Терек) — село в Узгенском районе Ошской области Кыргызстана. Входит в состав Баш-Дебенского аильного округа. Код СОАТЕ — 41706  255 808 05 0

## Население
По данным переписи 2023 года, в селе проживало 2 773 человек.